# Liste der Bodendenkmäler in Bernau am Chiemsee
Auf dieser Seite sind die Bodendenkmäler in der oberbayerischen Gemeinde Bernau am Chiemsee zusammengestellt. Diese Tabelle ist eine Teilliste der Liste der Bodendenkmäler in Bayern. Grundlage ist die Bayerische Denkmalliste, die auf Basis des Bayerischen Denkmalschutzgesetzes vom 1. Oktober 1973 erstmals erstellt wurde und seither durch das Bayerische Landesamt für Denkmalpflege geführt wird. Die folgenden Angaben ersetzen nicht die rechtsverbindliche Auskunft der Denkmalschutzbehörde.

## Bodendenkmäler der Gemeinde

### Bodendenkmäler in der Gemarkung Bernau a.Chiemsee
| Lage                                      | Objekt | Akten-Nr.     | Bild           |
| ----------------------------------------- | --- | ------------- | -------------- |
| Bernau a.Chiemsee (Standort)              | Villa rustica der mittleren römischen Kaiserzeit. | D-1-8140-0055 |                |
| Bernau a.Chiemsee Kirchplatz 1 (Standort) | Pfarrkirche St. Laurentius Untertägige mittelalterliche und frühneuzeitliche Befunde und Funde im Bereich der Katholischen Pfarrkirche St. Laurentius in Bernau am Chiemsee und ihrer Vorgängerbauten mit zugehörigem Friedhof. | D-1-8140-0110 | weitere Bilder |
| Bernau a.Chiemsee (Standort)              | Körpergräber des frühen Mittelalters. | D-1-8240-0050 |                |
| Bernau a.Chiemsee (Standort)              | Abschnittsbefestigung vor- und frühgeschichtlicher Zeitstellung. | D-1-8240-0096 |                |

### Bodendenkmäler in der Gemarkung Hittenkirchen
| Lage                                    | Objekt | Akten-Nr.     | Bild           |
| --------------------------------------- | --- | ------------- | -------------- |
| Hittenkirchen (Standort)                | Abschnittsbefestigung vor- und frühgeschichtlicher Zeitstellung. | D-1-8139-0250 |                |
| Hittenkirchen Hittostraße 10 (Standort) | Untertägige mittelalterliche und frühneuzeitliche Befunde und Funde im Bereich der Katholischen Filialkirche St. Bartholomäus in Hittenkirchen mit zugehörigem Friedhof. | D-1-8140-0112 | weitere Bilder |